# هارتنشتاین (بایرن)
هارتنشتاین (به آلمانی: Hartenstein) یک شهر در آلمان است که در نورنبرگر لاند واقع شده‌است.